# Monica Gschwind
Monica Gschwind (* 17. Juni 1963 im Kanton Luzern) ist eine Schweizer Politikerin (FDP) und Baselbieter Regierungsrätin.

## Leben
Monica Gschwind besuchte nach der obligatorischen Schulzeit von 1980 bis 1982 die Handelsschule Theresianum Ingenbohl. Nach einer vierjährigen Tätigkeit als kaufmännische Angestellte und als Revisionsassistentin absolvierte sie im Jahre 1988 das Diplom als Treuhänderin mit Eidgenössischem Fachausweis. Nach ihrer Diplomierung war sie vier Jahre lang als Mandatsleiterin in einer Treuhandfirma tätig, bevor sie sich im Jahre 1993 für die Eigenständigkeit entschied und sie die Einzelfirma Täli-Treuhand M. Gschwind mit Sitz in Hölstein gründete.
Gschwind ist verheiratet, Mutter von zwei erwachsenen Töchtern und lebt seit über 25 Jahren in Hölstein. Sie ist passionierte Rennradfahrerin.

## Politik
Die politische Laufbahn von Monica Gschwind begann in der Exekutive ihrer Wohngemeinde Hölstein, wo sie ab 2000 bis 2012 als Gemeinderätin amtete. Von 2012 bis 2015 präsidierte sie den Gemeinderat Hölstein.
Im Landrat, dem Gschwind ab 2011 beiwohnte, machte sie sich vor allem einen Namen als Finanzpolitikerin. Als Mitglied der Geschäftsprüfungskommission erregte sie im Jahre 2012 mit einem kritischen Bericht zur Volkswirtschafts- und Gesundheitsdirektion (VGD) kantonsweites Aufsehen.
Bei den kantonalen Wahlen im Jahre 2015 schaffte Gschwind den Sprung in die Baselbieter Regierung, wo sie seither der Bildungs-, Kultur- und Sportdirektion (BKSD) vorsteht. 2019 und 2023 wurde sie in ihrem Amt bestätigt.